# Психологічна теорія походження держави
Психологічна теорія походження держави і права— система поглядів, що пояснюють процес виникнення держави і права як результат розвитку людської психіки. Зародилася в Європі наприкінці 30-х pp. 19 ст., коли почала формуватися психологія як самостійна галузь знань, набули поширення експериментальні методи дослідження і з'явилися школи з різним трактуванням психіки. Запозичені соціологами та юристами ідеї цих шкіл поклали початок формуванню нових напрямів у юридичній науці. Прихильники психологічної теорії намагалися знайти універсальну причину, що пояснила б процес виникнення держави і права. Це були Г. Тард (Франція), Л. Й. Петражицький, Ф. Ф. Кокошкін і М. М. Коркунов (Росія), О. Гірке і Ф. Штір-Зомло (Німеччина) та ін. Вчення підтримували амер. соціологи Ф. Ґідінґс, Л. Ворд, Дж. Болдуїн.

## Завдання та напрямки
Психологічна школа поставила своїм завданням вивчення процесів психологічної, взаємодії між людьми, які живуть спільно. Колективна психологія позначилася на соціології, що проявилося в уявленні про суспільство як виключно психічну взаємодію. Так, Г. Тард зводив усе суспільне життя до актів винаходу та імітації. Ф. Штір-Зомло виходив з того, що все державного життя — це вираження людських дій, а останні, внаслідок прагнення людини до співжиття, потребують певної організації. На думку Ф. Ф. Кокошкіна, два фактори є вирішальними для встановлення суспільної влади: особиста влада людини над людиною і взаємний псих, вплив людей, які створюють у кожному суспільстві певний комплекс спільних почуттів, настроїв, прагнень і думок, що впливають на кожну людину як зовнішня зворотна сила. До цього додається сила звички. Існування влади як сили, котру можна використати для досягнення певних цілей, породжує в окремих осіб і цілих груп людей прагнення захопити владу і використати її у своїх інтересах. Це призводить до боротьби за владу, яка, в свою чергу, сприяє пробудженню свідомого ставлення до влади навіть з боку тих елементів суспільства, які не беруть безпосередньої участі у цій боротьбі. Неминучі за умов боротьби тимчасові періоди анархії, коли більшість населення перебуває у гіршому становищі, ніж за будь-якої влади, призводять до переконання у необхідності влади взагалі.

## Роль
В цій теорії влада раціоналізується. Суспільне визнання, що є фактичною та юридичною підставою державної влади, має змішаний характер, у ньому переплітаються два психологічні елементи:
1. стихійне, інстинктивне підкорення, засноване на почуттях і звичках;
2. свідоме підкорення, що випливає з рац. мотивів.

Один з чільних представників психологічної школи права Л. Й. Петражицький вважав, що психіка людини, її імпульси та емоції відіграють вирішальну роль не тільки у пристосуванні людини до мінливих умов, а й у виникненні держави і права. На його думку, право є психічним фактором суспільного життя, це «етичні переживання, емоції, які мають атрибутивний характер», тобто пов'язані з можливістю пред'явити претензію. «Наші права, — зазначав він, — по суті, закріплені за нами, такі, що належать нам, як наш актив, обов'язки інших осіб». Щодо права як об'єктив, системи норм, за Л. Й. Петражицьким, це «фантазія» та «емоційна проєкція» — «імперативно-атрибутивні норми (проєкційне об'єктивне право)».

## Оцінка теорії
Теорія виникла в кінці XIX століття, коли стала формуватися психологія як самостійна галузь знання. Заслугою прихильників цієї теорії є вказівка на те, що в процесі утворення держави велику роль відіграють психологічні фактори, вірно і те, що різні інтереси людей реалізуються тільки через психіку. Людина — не автомат. Та й люди за психологічними якостями відмінні один від одного.
Ця теорія має ряд недоліків:
- Її прихильники не могли дати розгорнутого вчення про ролі психіки в утворенні держави з позиції розвитку психологічної науки того часу. Вони не бачили різниці між національною і вольовий розумової сфери.
- Прихильники психологічної теорії підкреслюють, що прагнення до солідарності людям властиво мало не з народження. Насправді, люди воюють один з одним постійно, і війна в давнину була правилом, а не винятком. Так, під впливом загрози знищення люди здатні об'єднуватися, але солідарність властива і тваринам.
- Прихильники надають вирішальне значення в процесі утворення держави психологічним факторам. Проте психічні та психологічні якості людей формуються під впливом економічних, політичних, соціальних, військових, релігійних, духовних факторів.